# Ouamri (distrito)
Ouamri é um distrito localizado na província de Médéa, Argélia, e cuja capital é a cidade de mesmo nome. A população total do distrito era de 25 909 habitantes, em 2008.[carece de fontes?]

## Comunas
O distrito está dividido em três comunas:
- Ouamri
- Oued Harbil
- Hannacha